# Marienbaum

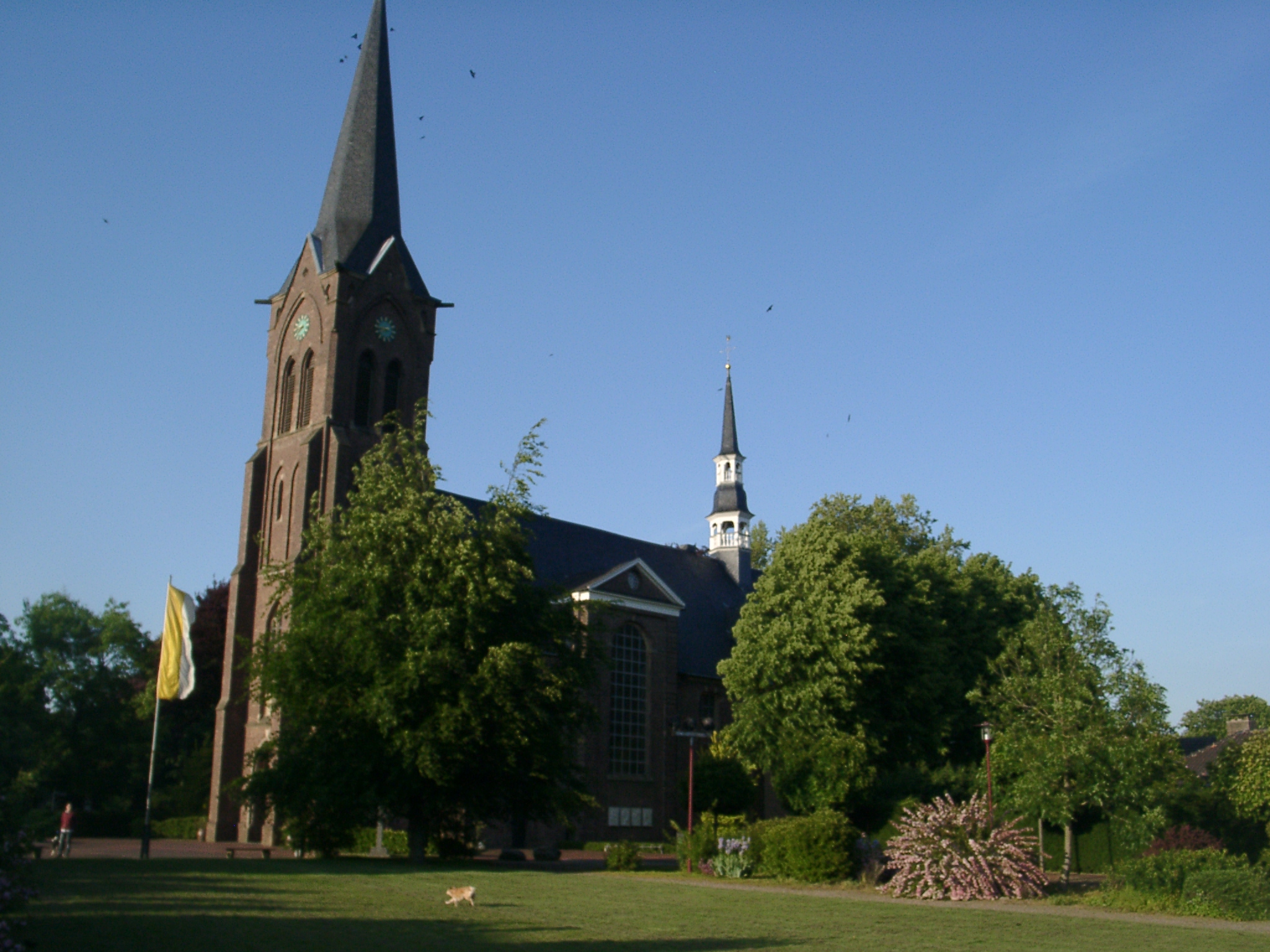
Kirche St. Mariä Himmelfahrt

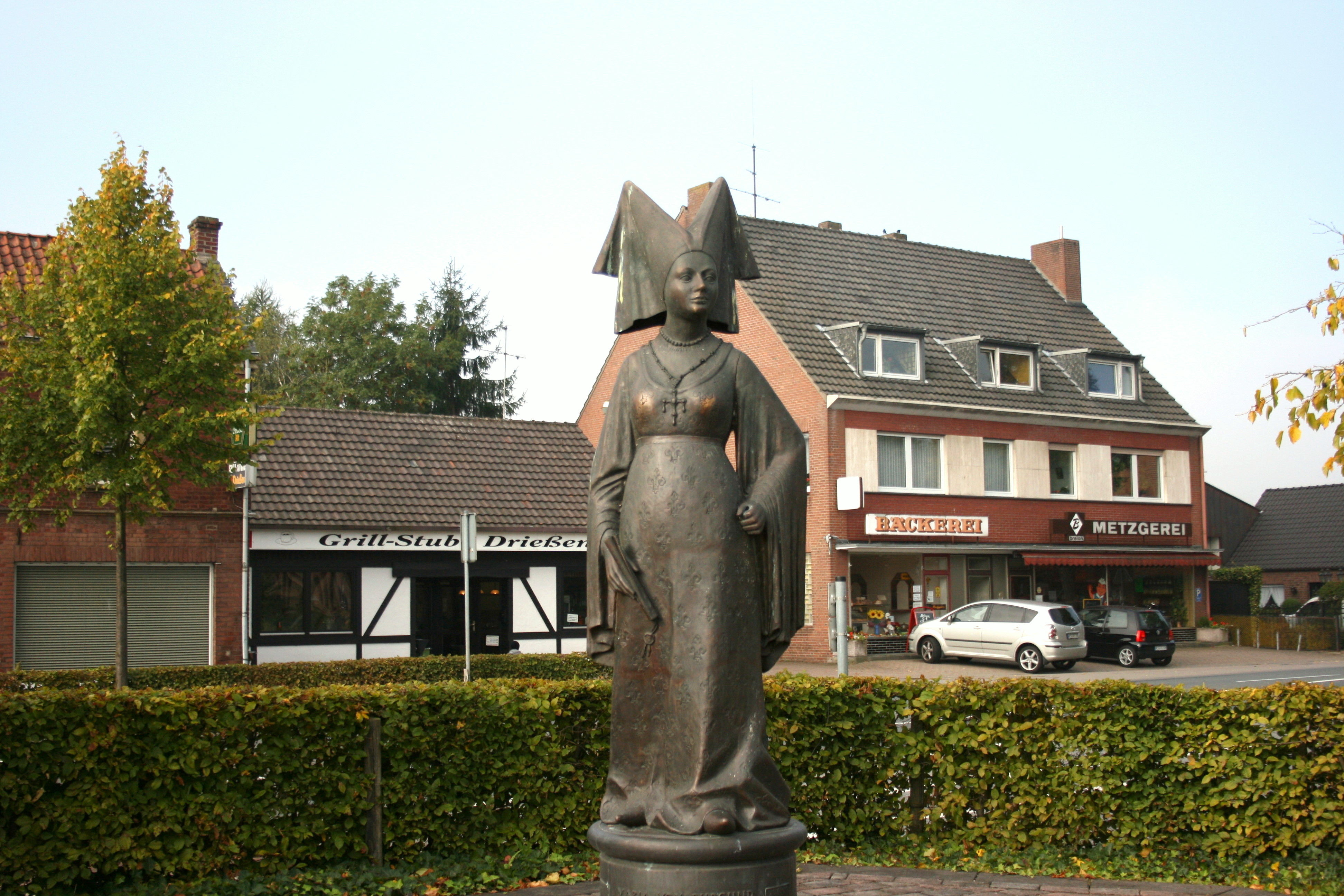
Denkmal für Maria von Burgund

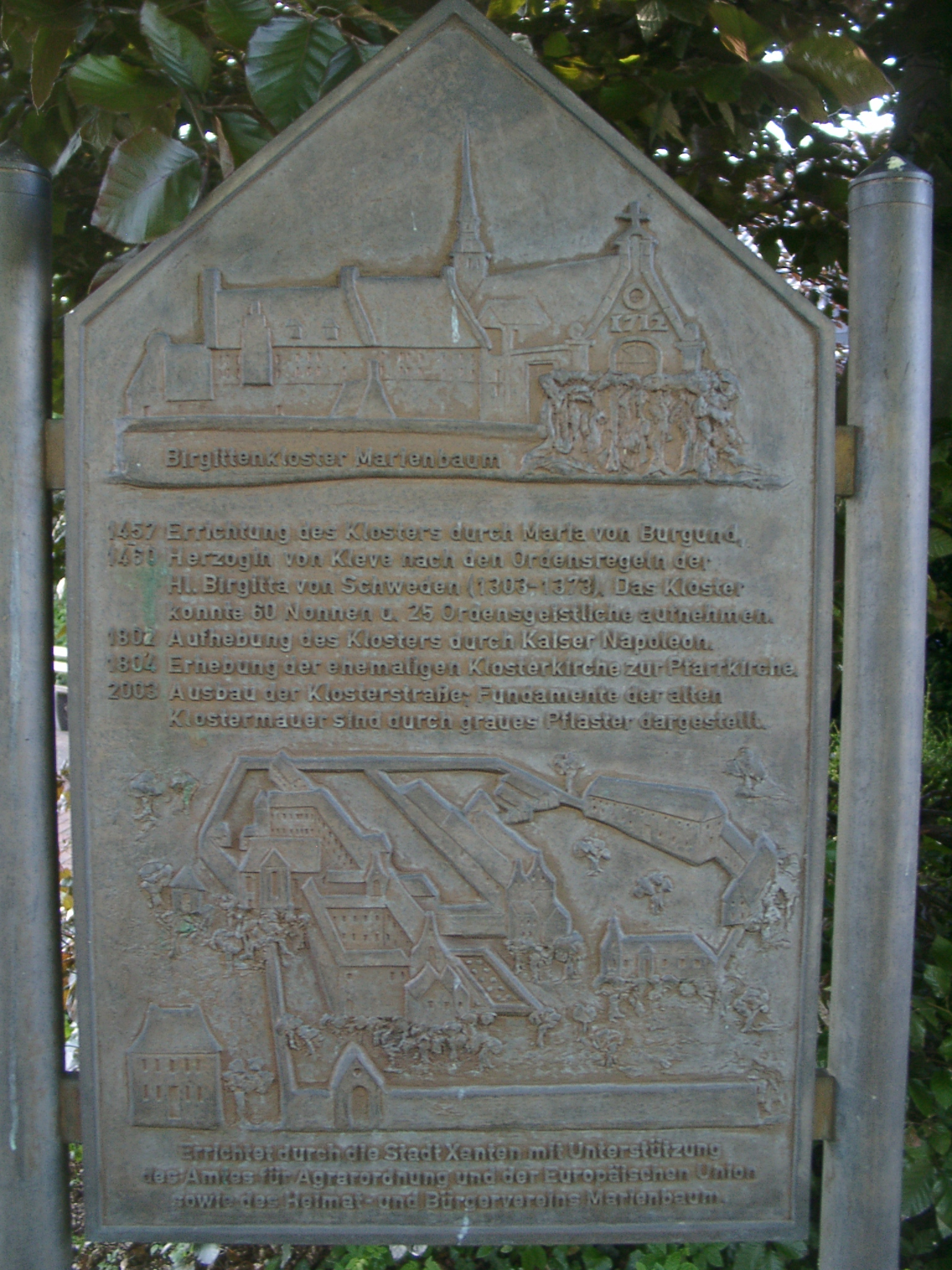
Gedenktafel für das ehemalige Kloster

Marienbaum, bis 1969 eine eigenständige Gemeinde zuletzt im Kreis Moers, ist heute ein Stadtteil und einer der sechs Stadtbezirke der nordrhein-westfälischen Stadt Xanten im Kreis Wesel. Der Stadtbezirk heißt amtlich Wallfahrtsort Marienbaum. Marienbaum beansprucht den Titel als „ältester aktiver Wallfahrtsort des Niederrheins“.

## Geschichte
Bereits im 11. Jahrhundert ist eine Besiedlung der Wald- und Wiesenlandschaft des 7 km vom Xantener Stadtzentrum entfernten Marienbaum belegbar, als im heutigen Stadtteil Vynen eine Kirche der umliegenden Bauerschaften gegründet wurde, an der auch „Broechem“ als das heutige Marienbaum beteiligt war. Im Jahr 1419 wurde in Broechem das „Haus Balken“ errichtet.
Die Wallfahrtsgeschichte Marienbaums beginnt im Jahre 1430, als der Sage nach ein gelähmter Hirte in der Krone einer treppenförmigen Eiche eine Figur der Maria entdeckt haben soll und daraufhin gesundete. 8 Jahre später begann der Bau einer Kapelle an der Fundstelle, welche „An gen Trappenboom“ genannt wurde. 1441 wurde der Bau vollendet und Wallfahrer bereisten Marienbaum. 1460 gründete Maria von Burgund nahe der Kapelle ein Doppelkloster nach der Ordensregel Birgitta von Schwedens. Während Marienbaum 1590 noch 17 Herdstellen zählte lebten dort im Jahr 1705 110 Einwohner in 23 Häusern und knapp 80 Angehörige des Klosters. Zwischen 1712 und 1714 wurde die Kapelle zu Teilen abgerissen und über ihr die Kirche St. Mariä Himmelfahrt errichtet.
Unter napoléonischer Herrschaft wurde das Kloster säkularisiert und die Kirche in eine Pfarrkirche umgewandelt. Die Klostergebäude wurden hingegen abgerissen und bei einer Volkszählung 365 Einwohner gezählt. In dieser Zeit bildete Marienbaum eine Mairie nach französischem Vorbild, die zum Kanton Xanten im Arrondissement Kleve des Rur-Departements gehörte. Nachdem 1814 der gesamte Niederrhein auf dem Wiener Kongress dem Königreich Preußen zugeschlagen wurde, kam Marienbaum 1816 zum neuen Kreis Rheinberg. Aus der Mairie der Franzosenzeit wurde die preußische Bürgermeisterei Marienbaum, die die drei Landgemeinden Marienbaum, Obermörmter und Vynen umfasste. Seit 1823 gehörte Marienburg zum Kreis Geldern und seit 1857 zum Kreis Moers. 1928 wurde die Bezeichnung der Bürgermeisterei Marienbaum zu Amt Marienbaum geändert. Am 1. April wurden die Gemeinden Marienbaum, Obermörmter und Vynen zur nunmehr amtsfreien Gemeinde Marienbaum zusammengeschlossen.
Im Februar 1945, kurz vor Ende des Zweiten Weltkriegs, war der Niederrhein Frontgebiet. Auf die Schlacht im Reichswald (7. bis 22. Februar 1945) folgte vom 26. Februar bis zum 3. März 1945 die Operation Blockbuster. Dabei kam es zum Kampf am Totenhügel bei Uedem zwischen Panzern der Wehrmacht und kanadische Panzertruppen. Der Bahnhof Marienbaum an der Bahnstrecke Rheinhausen–Kleve hatte in diesen Tagen strategische Bedeutung. Deutsche Truppenteile wurden per Eisenbahn dorthin transportiert und dort entladen. Marienbaum wurde bei Bombenangriffen auf den Bahnhof am 27. und 28. Februar 1945 zu 40 % zerstört und in der Nachkriegszeit wieder aufgebaut.
Am 1. Juli 1969 wurde Marienbaum in die Stadt Xanten eingegliedert und 1973 mit dem Titel „Golddorf“ als schönstes Dorf des Niederrheins ausgezeichnet. Am 4. Juni 1999 gewann Marienbaum den Kreis-Vorentscheid des Wettbewerbs Unser Dorf soll schöner werden im Kreis Wesel, nachdem es zuvor mehrfach den zweiten Platz belegt hatte.
Bis einschließlich 1989 bestand zwischen den Städten Xanten und Kleve eine eingleisige Bahnverbindung, die u. a. auch Marienbaum sowie die Kommunen Kalkar und Bedburg-Hau durchquerte. Die Bahnlinie wurde im Dezember 1989 stillgelegt. Auf der Trassenfläche verläuft heute auf Xantener Stadtgebiet vollständig, auf Kalkarer Stadtgebiet teilweise ein Alleenradweg.
Marienbaum ist auch ein Wallfahrtsort.

## Politik

### Wappen, Siegel und Banner
Die Gemeinde Marienbaum führte bis zu ihrer Eingemeindung ein Wappen, ein Siegel sowie eine Banner. Das Wappen wurde am 24. April 1961 vom Regierungspräsidenten in Düsseldorf genehmigt. Zum selben Zeitpunkt dürften auch das Siegel und Banner genehmigt worden sein.

Wappen
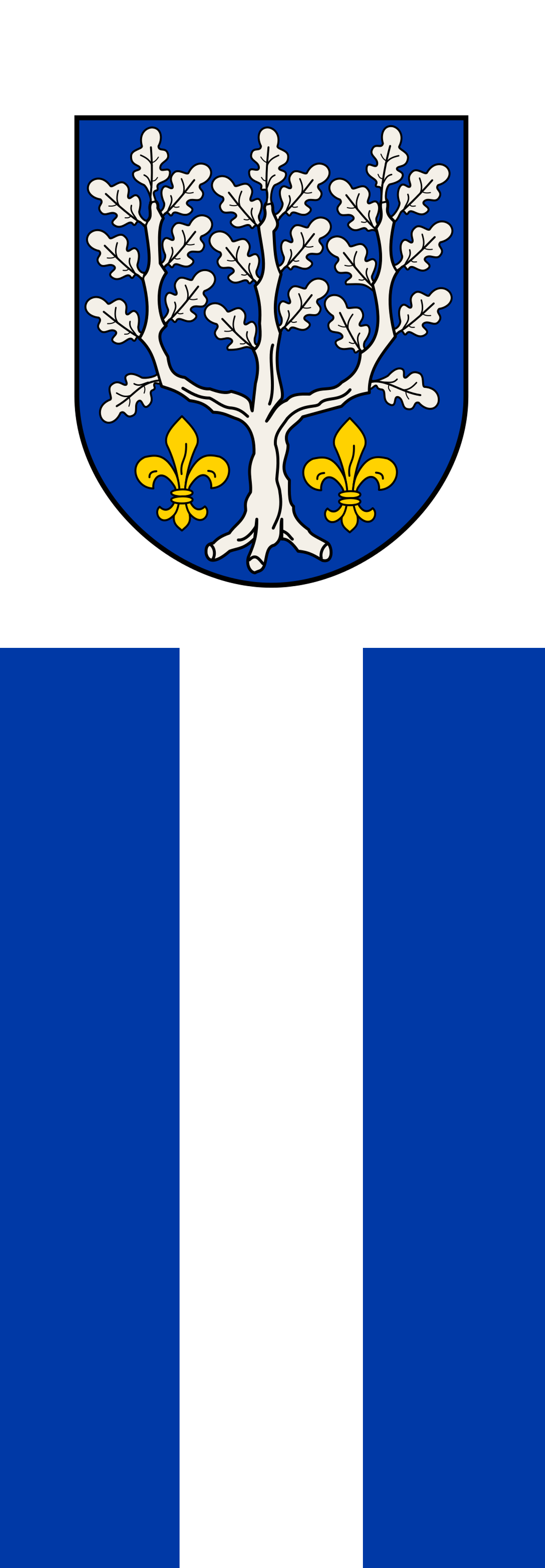
Banner

Wappen: Blasonierung: Auf blauem Grund eine silberne (weiße) Eiche mit drei Ästen und je 8:7:8 Blättern sowie drei Wurzeläste. Im Schildfuß vorn und hinten je eine goldene (gelbe) Lilie. Bedeutung: Es handelt sich um ein sogenanntes redenes Wappen. Der silberne (weiße) Baum im blauen Grund symbolisiert die Heilige Maria in ihren Marienfarben Blau und Weiß. Die Eiche nimmt Bezug auf den Baum, auf dem der Legende nach das Marienbild gefunden wurde, welches Wunder verursacht haben soll. Die goldenen Lilien sind dem Wappen der Herzogin von Kleve, Maria von Burgund, entnommen, die mit ihrer Stiftung eines Klosters im Jahre 1430 den Wallfahrtsort gründete.
Siegel Das Siegel der ehemaligen Gemeinde Marienbaum basiert auf dem Wappen Marienbaums und ist mit dem Schriftzug „Gemeinde Marienbaum“ umrundet, wobei das Wort "Gemeinde" oben im Siegel steht und das Wort "Marienbaum" unten. Die beiden Wörter werden hierbei durch zwei heraldische Lilien getrennt.
Banner Das Banner der ehemaligen Gemeinde Marienbaum ist in blau, weiß, blauen Tuchbahnen gestreift und trägt in einem weißen Bannerhaupt das Wappen der ehemaligen Gemeinde.

## Sehenswürdigkeiten
- St. Mariä Himmelfahrt, eine Wallfahrtskirche mit angeschlossenem Wallfahrtsmuseum
- Denkmal für Maria von Burgund, Stifterin des ehemaligen Birgittinenklosters Marienbaum
- Marienbaum liegt in direkter Umgebung des Naturschutzgebiets Uedemer Hochwald

## Persönlichkeiten aus Marienbaum
- Bols Arnold, Erster Rektor der Kapelle ab 1446
- de Graenley. Jacoubs, Pfarrer in Vynen und Bauherr der ersten Kapelle
- Deymann, Johann Heinrich (1730–1793), Erbauer der Ölmühle auf dem Deymanns Hof in Marienbaum
- Deymann, Jean Martin (1815–1889), Gründer der Likörfakrik Wallony in Belgien
- Jordans, Theodor (1863–1953), Landwirt und Politiker
- Mainz, Wilhelm, bekannter Schachspieler
- Timmermann, Karl (1952),  deutscher Sänger, Komponist und Musiker
- Underberg, Emil – Geschäftsführer der Firma Underberg und derzeit Wohnhaft in Marienbaum (Haus Balken)